# Neckarperle (Schiff, 1957)
Die Neckarperle war ein Fahrgastschiff in Deutschland, das später nach Ungarn verkauft wurde.

## Geschichte
Die Neckarperle wurde unter der Baunummer 103 auf der Schiffswerft Schmidt in Oberkassel gebaut und fuhr zunächst für die Heidelberger Personenschiffahrt Gebr. Fischer. Laut Günter Benja war sie im Jahr 1975 noch für den Transport von 300 Fahrgästen zugelassen. Damals war sie mit einem 120-PS-Motor ausgestattet, der eine Geschwindigkeit von 18 km/h ermöglichte. Benja gibt die Länge des Schiffes mit 26 Metern und die Breite mit 4,85 Metern an, als Baujahr nennt er 1956.
Laut Dieter Schubert fuhr das Schiff ab 1975 unter dem Namen Moselland für die Personenschiffahrt Gebr. Kolb. Schubert gibt etwas andere Maße als Benja an. Das Schiff sei 26,10 Meter lang, nur 4,65 Meter breit, mit einem 268-PS-Motor ausgestattet und für die Beförderung von 200 Personen zugelassen. Nochmals leicht abweichende Angaben finden sich im Binnenschifferforum. Dort wurde auch die Reise des Schiffes im Januar 2019 nach Budapest verfolgt, nachdem es an die Firma Eurama Kft. verkauft worden war. Ein Bild aus dem Jahr 2021 zeigt das Schiff ohne Namensaufschrift in Budapest.
Der Name Neckarperle wurde mehrmals an Schiffe vergeben. So hieß beispielsweise die einstige Feuerkogel von 1994 bis 2013 Neckarperle. 